# Сноу-шу
Сноу-шу (англ. snowshoe — «снежная туфелька» SNO) — порода кошек, созданная путём скрещивания тайских кошек классического окраса с двухцветными американскими короткошёрстными. У кошек этой породы полностью отсутствует подшёрсток, есть только остевой волос, который является очень мягким.
Ряд специалистов находит много общего между сноу-шу и рэгдоллами, а также бирманскими кошками, но по своему происхождению сноу-шу не имеют к ним никакого отношения.
Взрослые кошки породы сноу-шу весят в среднем от 3 до 4,5 кг, а коты — от 4 до 5,5 кг.

## История
Название породы в переводе с английского языка означает «снежная туфля». Получили его эти кошки за белые «носочки» на лапах. Порода была создана в питомнике сиамских в США. На данный момент записанный стандарт и порода зарегистрированы в фелинологических федерациях FIFe, TICA. Порода малочисленная и распространена в основном в Великобритании.
В 60-е годы XX века в городе Филадельфия, США у заводчицы сиамских кошек Дороти Хайнс Догерти кошка окраса сил-поинт родила котят с однотипным окрасом — белые отметины на колор-поинте. Заинтересовавшись получившимся окрасом, Дороти решила заняться выведением новой породы совместно со своей коллегой Вики Оландер из штата Вирджиния. Ими были получены первые кошки породы сноу-шу, которые являются результатом скрещивания американской короткошёрстной «гамбургского» окраса биколор (небольшие белые отметины на лапах и груди) и сиамской кошки.
Вики Оландер разработала стандарт новой породы сноу-шу в 1974 году и зарегистрировала её как экспериментальную в федерации ACA (Американская ассоциация кошек). Поначалу порода не вызвала интереса, и до 1977 года Оландер являлась единственной заводчицей этой породы в Соединенных Штатах Америки. Оландер три года пыталась сохранить породу сноу-шу, к ней присоединились заводчики ориентальных кошек Джорджия Кухнелл и Джим Хоффман. В итоге удалось получить идеальный симметричный окрас животных и привести поголовье к единому стандарту.
В 1982 году сноу шу как экспериментальная порода принята в TICA, в 1983 году принята федерацией CFF, в 1990 — ACFA. В 1994 году окончательно принята международной ассоциацией TICA.

## Размножение
В приплоде кошек этой породы бывает от 3 до 7 котят. Периодически у котят наблюдается нарушение окраса, определить которое можно не сразу, так как полностью окрас формируется к двум годам, а начинает формироваться только через несколько недель после рождения котёнка. Кошка породы сноу-шу полноценно готова к размножению не раньше третьей течки, коты — начиная с годовалого возраста.
Котята породы сноу-шу рождаются на свет белыми, окрас начинает проступать через несколько недель и полностью перелинивает в породный окрас только к 2 годам.

## Характер
Сноу-шу спокойные, ласковые, очень любят людей, терпеливы к детям, в меру активны, не особо склонны к лазанью и прыжкам. В семье выбирают себе одного человека, за которым часто следуют постоянно, когда он дома, в остальное время отлично поддерживают контакт с другими членами семьи. Не любят долго оставаться одни, зато спокойно позволяют себя гладить и брать на руки не только членам семьи, но и гостям. Кошки этой породы с удовольствием купаются и играют с водой. Хорошо поддаются дрессировке, быстро усваивают новое.

## Внешний вид
Кошки породы сноу-шу — это грациозные, гармоничные животные от среднего до крупного размера. Тело со средне-крепким костяком и хорошо развитой мускулатурой. Фигура массивная. Спина длинная. Конечности длинные, крепкие. Лапы округлые. Хвост средней длины, толстый в основании, слегка сужается к концу. Характерной особенностью данной породы являются белые отметины на морде и "носочки" на всех четырёх лапах, при этом предпочтение на выставке отдается кошкам с максимально симметричным расположением отметин.
Голова имеет форму равностороннего треугольника, она не такая длинная, как у сиамских предков. Глаза большие, овальной формы, ясные и блестящие, посажены под углом к носу. Цвет — голубой. Уши большие и широкие возле основания. Шерсть короткая, блестящая, глянцевая, упругая, слегка грубоватая на ощупь, прилегающая к телу, не требующая особого ухода. Вибриссы (усы) довольно длинные — от 5 до 11,5 см. 

### Окрас
Тип окраса у всех сноу-шу колорпойнт, при этом большинством федераций допустимы только два его цвета — сил-пойнт и блю-пойнт, в обоих случаях с белым. Размещение белых меток — короткий белый треугольник в виде буквы V на морде, захватывающий нос и переносицу. Белая метка может также идти через подбородок на грудь в виде белой линии. Такими же чисто-белыми должны быть «туфельки» на передних и задних лапах.

## Стандарт породы
Стандарт породы сноу-шу несколько различается в разных фелинологических федерациях, в основном различия относятся к принятым в той или иной федерации окрасам, основное описание кошек одинаково во всех фелинологических операциях.

### Стандарт породы сноу-шу по версии федерацииTICA[1]
- Голова имеет форму модифицированного клина, в длину такая же, как и в ширину, слегка округлая, среднего размера и хороших пропорций. Лоб плоский, выраженные высокие скулы. Нос — хорошей длины, не слишком широкий и не заострённый. Шея средней длины, пропорциональна по размерам голове и телу животного.
- Уши среднего размера с мягко закруглёнными кончиками, широкие у основания. Можно провести прямую линию от наружной части головы, где прикрепляются уши, к их кончикам (постав ушей — чуть вперёд).
- Глаза большие, по форме напоминающие грецкий орех, больше в диаметре, чем миндалевидные глаза. Длина глаза больше, чем его ширина. Окрас глаза — любой оттенок голубого, предпочтение отдаётся более интенсивной окраске.
- Тело по форме напоминает прямоугольник среднего размера, кошки чуть меньше и легче чем коты, но не должны быть хрупкими и слишком рыхлыми. Тело не должно быть восточного (лёгкого) или кобби типа.
- Лапы достаточно длинные, пропорционально телу. Подушечки лап среднего размера, овальные.
- Хвост у основания тонкий, постепенно сужающийся к кончику. Длина хвоста средняя, не меньше, чем длина тела и измеряется по линии задних лап. Хвост должен быть пропорционален общей длине животного.
- Шерсть от короткой до полудлинной, общий вид — здоровая и блестящая шерсть; мягкая и шелковистая на ощупь.
- Рисунки и окрасы: чёткий контраст между окрасом туловища, цветом пятен и участков с белым рисунком. При первом взгляде резко выделяются участки с рисунками. Подбородок белый или пятнистый, также бывает белым с пятнами. Допускается белый нагрудник или воротник вокруг шеи. Нос может быть белым, в точках, розовым или пятнистым.
  - Цвет шерсти должен быть того же оттенка, что и штриховки, которые допускаются на плечах, боках и спине, сменяется более светлой штриховкой в районе груди и живота. Белый цвет на верхней части туловища, голове, в районе горла и вверху на внутренних частях бёдер, как правило, присутствует и за это животное не подлежит штрафу. Более взрослые животные могут быть более тёмного окраса, так как с возрастом кошки темнеют. Обязательно должен быть виден контраст между окрасом туловища и отметинами. Котята, как правило, бывают более светлых окрасов.
  - Окрас шерсти в районе маски, на хвосте, ушах и ногах должен быть густым и совершенно определённым. Эти участки должны быть одинаково заштрихованы. Маска расположена на всей мордочке (исключая участки с белым рисунком), может продолжаться до ушек. Предпочтительный рисунок на мордочке — белый «намордник» в виде перевернутой V, идущей ото рта к «бакенбардам» и надбровным дугам. Предпочтительный рисунок на ногах — это чёткие белые «сапожки» до лодыжки на передних лапах и до коленного сгиба на задних лапах. Обязательно, чтобы белые пятна на передних лапах были одной высоты, на задних — так же (должны быть чёткие симметричные пары). Нос и подушечки лап могут быть розовыми или пойнт, или комбинация из этих цветов.
  - Принятые окрасы: Сил Пойнт, Блю Пойнт.
- Крепкое, мускулистое животное, без избыточного/недостаточного веса.
- Пропорции: Кошка среднего размера, пропорции гармоничны. Даже если животное длинное, оно не должно выглядеть излишне гибким или тонким.

### По версии федерации ACFA
По версии фелинологической федерации ACFA у сноу-шу сейчас допускаются только окрасы голубой и seal (похож на цвет шкуры тюленя). Согласно строгой программе разведения этой федерации, необходимо получить животное с максимально точным и чётким рисунком — он состоит из симметричной белой перевернутой буквы V, идущей вниз между глаз и выше мордочки, двух белых «перчаток» на передних ногах («надетых» не выше лапки) и двух белых «сапожек» на задних ногах. Стандарт допускает, чтобы белый цвет на задних лапах шёл выше колена на 1/4 дюйма, то есть выше колена примерно на толщину пальца. Это одно из самых строгих требований к окрасу этой породы среди всех признавших их федераций.

## Известные кошки породы
Знаменитая «Сердитая Кошка» (англ. Grumpy Cat), ставшая интернет-мемом, была смешанной породы с признаками Сноу-шу.
Дасти «Клепто» ‒ домашний кот-грабитель из Сан-Матео, штат Калифорния. Он получил прозвище Клепто после того, как принес домой более 600 предметов из садов, которые он обшаривал по ночам.
Макс-Артур «Румба» прославился тем, что катался на пылесосе Roomba в Хьюстоне, штат Техас.